# Callomyia velutina
Callomyia velutina är en tvåvingeart som beskrevs av Johnson 1916. Callomyia velutina ingår i släktet Callomyia och familjen svampflugor. Inga underarter finns listade i Catalogue of Life.